# Mechtild von Wildenstein
Mechtild von Wildenstein OCist (* vermutlich im 12. Jahrhundert oder 13. Jahrhundert; † 1258) war eine deutsche Zisterzienserin und von 1257 bis 1258 Äbtissin des Zisterzienser-Klosters Lichtenthal.

## Leben
Mechtild von Wildenstein war aus dem Kloster Wald nach Lichtenthal berufen worden. Unter Äbtissin Adelheid von Krautheim war sie Priorin und als diese 1257 aufgrund gesundheitlicher Beschwerden resignierte, wurde Mechtild von Wildenstein zur 4. Äbtissin des Klosters Lichtenthal gewählt. Für Güter in Oos, die dem Kloster von einer Stifterin übergeben worden waren, erlangte sie von Markgraf Rudolf I. die Befreiung von allen Steuern und der Fron. Äbtissin Mechtild starb nach nur einjähriger Regierungszeit im Jahr 1258. Ihre Nachfolgerin im Amt als Äbtissin des Klosters Lichtenthal wurde Meza von Lichtenberg.